# Калин Джорджеску
Калѝн Джорджѐску (на румънски: Călin Georgescu, [kəˈlin dʒe̯orˈdʒesku]) е румънски крайнодесен политик, агроном и виден теоретик, работил в областта на устойчивото развитие. Джорджеску е бивш изпълнителен директор на Института за глобален индекс на устойчиво развитие на ООН в Женева и Вадуц за периода 2015 – 2016 г. Преди това е председател на Европейския изследователски център за Римския клуб в периода 2013 – 2015 г.
Джорджеску се кандидатира за президент на Румъния като независим кандидат на изборите през 2024 г. Той получава най-много гласове на първия тур. След анулирането на резултатите от първия тур и на практика и от отмяната на балотажа на 8 декември, като водач от първия тур, и печеливш по прогнозен резултат за балотажа, нарича анулирането на резултатите от първия тур на изборите – държавен преврат.

## Биография
Джорджеску е роден в квартал Котрочени в Букурещ. Син е на Скарлат Джорджеску и Анета Джорджеску. Възпитаник е на Колежа по мелиорация, института по агрономия „Николае Бълческу“ в Букурещ (1986) и защитава докторска степен по почвознание през 1999 г.

## Кариера

### Дипломатическа каререра
Джорджеску е изпълнителен директор на Националния център за устойчиво развитие в Букурещ от 2000 до 2013 г. Той е назначен от румънското правителство да координира разработването на две последователни версии на Националната стратегия за устойчиво развитие (през 1999 и 2008 г.), в съответствие с насоките на Европейската стратегия за устойчиво развитие. Джорджеску е бивш старши сътрудник в Програмата за развитие на ООН, като също е заемал различни длъжности в системата на ООН – от специален докладчик на ООН относно неблагоприятните последици от незаконното движение и изхвърлянето на токсични и опасни продукти и отпадъци до упражняването на правата на човека. Бил е също представител на Националния комитет на UNEP за Румъния.
Заемал е също редица длъжности, сред които съветник на министъра на околната среда, генерален секретар на министерството на околната среда, директор на отдела за международни икономически организации в румънското министерство на външните работи, генерален секретар на румънската асоциация за Римския клуб и изпълнителен директор на Института за иновации и проекти за развитие.

### Политическа кариера
Джорджеску се кандидатира за министър-председател през 2011, 2012 и 2020 г. През 2020 г. е предложен от националистическия консервативен алианс за обединението на румънците – партия, която влиза в румънския парламент след румънските парламентарни избори през декември 2020 г. По време на политическата криза в Румъния през 2021 г., която довежда до отстраняването от длъжност на кабинета на Флорин Къцу, Алиансът за обединението на румънците го предлага отново за министър-председател.
Джорджеску се кандидатира за президент на президентските избори през 2024 г. Сред неговите предизборни позиции са укрепване на отбранителните способности на Румъния, разнообразяване на дипломатическите отношения на Румъния, увеличаване на подкрепа за фермерите, насърчаване на производството на енергия и храни и намаляване на зависимостта от внос. Той получава най-много гласове в първия тур на гласуването на 24 ноември – 22,95% и продължава на балотажа, насрочен за 8 декември, заедно с Елена Ласкони. Кампанията му е помрачена от обвинения в нечестни изборни процеси, включващи използването на TikTok.
Калин Джорджеску е преподавател по педология и експерт по устойчиво развитие. На няколко пъти е предлаган за министър-председател на Румъния. Заемал различни държавни длъжности в разни румънски министерства по проблемите на околната среда. От 2016 г. е международен консултант по проблемите на опазването на околната среда и устойчивото развитие.

## Политически възгледи
Според изявление, дадено през ноември 2020 г., Джорджеску заявява, че диктаторът Йон Антонеску и основателят на Желязната гвардия Корнелиу Кодряну според много оригинални исторически източници и записи са герои, за които „той е живял националната история, чрез тях говори и говори националната история, а не чрез лакеите на глобалистките сили, които временно ръководят Румъния днес“. Той също така казва, че румънската революция е била използвана от запада за кражба на румънски ресурси и многократно е популяризирал дезинформация за COVID-19.
Няколко медийни статии критикуват Джорджеску за проруските му изявления, описвайки го като русофил и демонстрирайки как той използва своите социални медийни платформи, за да разпространява информация, получена от руските държавни медии. Това също довежда до напускането му на алиансът за обединението на румънците през 2022 г. Джорджеску също критикува Европейския съюз и НАТО и описва противоракетния отбранителен щит на НАТО в Девеселу като „срам за дипломацията“ и „позор“. Той също така хвали руския президент Владимир Путин като „човек, който обича страната си“. Заявява също, че иска да се ангажира, а не да предизвиква Русия, защото „сигурността идва от диалог, а не от конфронтация“.
Не вярва в кацането на хора на Луната. В подкаст споменава, че газираните сокове съдържат наночипове, които „влизат като в лаптоп“ и смята изменението на климата за „глобална измама“, която „няма нищо общо с реалността“.

## Личен живот
Джорджеску е женен и има три деца. Има два профила в TikTok, единият от които има повече от 1,7 милиона харесвания, преди да бъде изтрит по време на президентските избори през 2024 г. Другият му профил има 3,7 милиона харесвания и 274 000 последователи, които нарастват в седмиците преди изборите. Сред хобитата му е и джудо.